# Адли, Амин
Ами́н Адли́ (фр. Amine Adli; араб. أمين عدلي‎; род. 10 мая 2000, Безье) — марокканский и французский футболист, вингер немецкого клуба «Байер 04» и сборной Марокко.

## Клубная карьера
Уроженец Безье, Амин выступал за молодёжные команды клубов «Полан-Пезенас» и «Безье», а летом 2015 года присоединился к футбольной академии клуба «Тулуза». 30 октября 2018 года подписал свой первый профессиональный контракт с «Тулузой». 18 декабря 2019 года дебютировал в основном составе «Тулузы» в матче Кубка французской лиги против «Лиона». Три дня спустя дебютировал во французской Лиге 1 в матче против «Ниццы». 7 ноября 2020 года открыл счёт своим голам за «Тулузу», сделав «дубль» в игре против «Валансьена».
26 августа 2021 года перешёл в немецкий клуб «Байер 04», заключив контракт на пять лет. Дебютировал за клуб 11 сентября 2021 года в матче против «Боруссии Дортмунд», выйдя на 63-й минуте вместо Паулиньо. Первый мяч за «Байер» забил 30 сентября в матче лиги Европы против «Селтика» (4:0), отличившись на 90+4-й минуте встречи с передачи Надима Амири и установив окончательный счёт встречи. Свой первый мяч в Бундеслиге забил 20 ноября 2021 года в матче против «Бохума» (1:0), отрыв счёт на 3-й минуте с передачи Джереми Фримпонга. 18 марта 2023 года заработал два пенальти  в матче против мюнхенской «Баварии» (2:1).

## Карьера в сборной
В 2017 году дебютировал в составе сборной Франции до 18 лет.

## Достижения

### Командные
«Байер 04»
- Чемпион Германии: 2023/24
- Обладатель Кубка Германии: 2023/24
- Обладатель Суперкубка Германии: 2024

### Личные
- Лучший бомбардир Кубка Германии: 2023/24[6]